# Verdier d'Oustalet
Chloris ambigua
Espèce
Statut de conservation UICN

 LC  : Préoccupation mineure
Le Verdier d'Oustalet (Chloris ambigua, anciennement Carduelis ambigua) est une espèce de passereaux de la famille des fringillidés (ou Fringillidae).

## Mœurs
Il se tient généralement par couples ou évolue en petits groupes familiaux mais des troupes plus importantes (plus de 100 individus) ont été observées en hiver dans des champs envahis de plantes herbacées (Clement et al. 1993). MacKinnon & Phillipps (2000) le qualifient de migrateur altitudinal, vivant en couples ou en petits groupes dans les forêts résineuses et décidues ouvertes ainsi que dans les aires dégagées et parsemées de quelques arbres.

## Alimentation
Elle est très mal connue, la littérature se bornant à mentionner qu’il se nourrit parfois dans les champs. Mais une photo (in Ottaviani 2011) révèle qu’il prélève, à la manière du chardonneret élégant, des graines de pissenlit Taraxacum sp., astéracée.

## Voix
Selon Robson (2002), le chant est composé d’un long sifflement wheeeeeu, wheeeeee ou jiiiiii, habituellement répété à intervalles et ponctué d’appels. Le cri typique est un tintement titutitu et titu-titu titu-tittrittititit mêlé à des notes plus dures chututut, jutu-tutut, ou plus douces et vibrantes jieuu, chu-chu.

## Nidification
Elle est mal connue de la littérature classique mais Armani (1983) a proposé une description du nid comme une coupe faite extérieurement de brindilles, racines, mousse et, intérieurement, de duvet végétal, poils, fibres végétales et herbes sèches. Placé à faible ou moyenne hauteur dans un buisson ou un arbuste à feuillage épais. Trois ou quatre œufs à fond blanc bleuté ou blanc verdâtre et marqués de brun foncé et de noir. Pour le sud-est asiatique, Robson (2002) mentionne une période de reproduction de juillet à octobre avec un nid construit dans un arbre (souvent un pin) contenant trois ou quatre œufs vert bleuâtre pâle, lâchement tachetés de noir au gros pôle.

## Distribution et habitat
Sud-est du Tibet, extrême nord-est de l’Inde, centre-sud de la Chine, sud-est de l’Asie.
Son habitat se présente comme un ensemble de forêts résineuses et décidues, de lisières et de clairières de forêts, de broussailles, de prairies arbustives, de flancs de collines buissonneux et, occasionnellement, de bordures de cultures.

## Systématique
Suivant les travaux de Sangster et al., cette espèce est déplacée du genre Carduelis dans la classification de référence (version 2.10, 2011) du Congrès ornithologique international.

### Sous-espèces
Selon la classification de référence du Congrès ornithologique international (14.2, 2024) il se répartit en 2 sous-espèces :
- C. a. taylori  (Kinnear, 1939) — sud-est du Tibet (vallées du Lilung et du Brahmapoutre) et extrême nord-est de l’Inde similaire à la forme nominale mais en plus pâle et avec le jaune du dessous ne descendant pas aussi bas
- C. a. ambigua  (Oustalet, 1896) — Birmanie, Yunnan et nord de l'Indochine